# Kirchheimtunnel
Der Kirchheimtunnel (auch Kirchheimer Tunnel) ist ein 3819,5 m langer Eisenbahntunnel der Schnellfahrstrecke Hannover–Würzburg. Er liegt östlich des hessischen Gemeinde Kirchheim und trägt daher seinen Namen.

## Verlauf
Das Bauwerk liegt zwischen den Streckenkilometern 199,036 und 202,856. Der Tunnel verläuft in nord-südlicher Richtung, am östlichen Rand von Kirchheim. Nördlich schließt sich die Wälsebachtalbrücke, südlich die Aula-Talbrücke an.
Die Gradiente fällt im Tunnel nach Süden hin durchgehend ab.
Die Bundesautobahn 4 überquert den Nordabschnitt der Röhre in Ost-West-Richtung.
Im Tunnel (km 201,892 bis 202,269) liegt die Überleitstelle Hattenbach mit vier Weichen, die im Zweiggleis mit 100 km/h befahren werden können. Als einer von wenigen Tunneln der Neubaustrecke verfügt das Bauwerk über einen Notausgang.
Die nach dem Verzeichnis der örtlich zulässigen Geschwindigkeiten (VzG) zulässige Geschwindigkeit im Bereich des Bauwerks liegt bei 280 km/h. Aufgrund von Restriktionen durch das Tunnelbegegnungsverbot sind tatsächlich nur 250 km/h zugelassen.

## Geschichte

### Planung
Das Bauwerk war Anfang 1984 mit einer Länge von 3790 m geplant. Die Kosten wurden mit 108,4 Millionen DM kalkuliert.
Das Bauwerk zählte in der Planungs- und Bauphase zum Planungsabschnitt 15 im Mittelabschnitt der Neubaustrecke.

### Bau
Die Bauarbeiten begannen im Februar 1984. Der Tunnel wurde am 3. Oktober 1984 angeschlagen. Zu diesem Zeitpunkt liefen im 111 km langen Mittelabschnitt der Neubaustrecke zwölf Vortriebe. Die geplante Länge des Tunnels lag zu diesem Zeitpunkt bei 3790 m. Entsprechend seiner Tunnelpatin wurde die Röhre während der Bauphase auch als Tunnel Maria bezeichnet.
Der Durchschlag folgte im April 1986. Die realisierte Länge lag dabei bei 3819,5 m.